# تانو چیمارزا
تانو چیمارزا (ایتالیایی: Tano Cimarosa؛ ۱ ژانویهٔ ۱۹۲۲ – ۲۴ مهٔ ۲۰۰۸) یک کارگردان، بازیگر و فیلم‌نامه‌نویس اهل ایتالیا بود.
از فیلم‌هایی که وی در آن نقش داشته‌است، می‌توان به پزشک بیمه سلامت، کشتار، سینما پارادیزو، ستاره‌ساز، تشریفات ساده، رئیس پلیس پپه، سرسخت و مقتدر، کافه اکسپرس و پسران حاشیه‌نشین اشاره کرد.